# Ligne T1 du tramway de Toulouse
La ligne T1 du tramway de Toulouse (dénommée ligne E durant la construction du tronçon initial et ligne Garonne pour le prolongement franchissant le fleuve) est la première ligne du nouveau réseau de tramway de l'agglomération toulousaine. Elle relie Toulouse à Beauzelle, via Blagnac.
Sa mise en service commerciale a eu lieu le 11 décembre 2010 au matin. Elle a ensuite été prolongée au sud, d’Arènes à Palais-de-Justice en décembre 2013 et à nouveau prolongée en août 2020 vers le MEETT, Parc des Expositions, à Aussonne, au nord.
Elle relie la station de métro Palais-de-Justice (ligne  ) et MEETT en passant par la station Arènes, et par le centre-ville de Blagnac.

## Histoire

### Première ligne de tramway de Toulouse

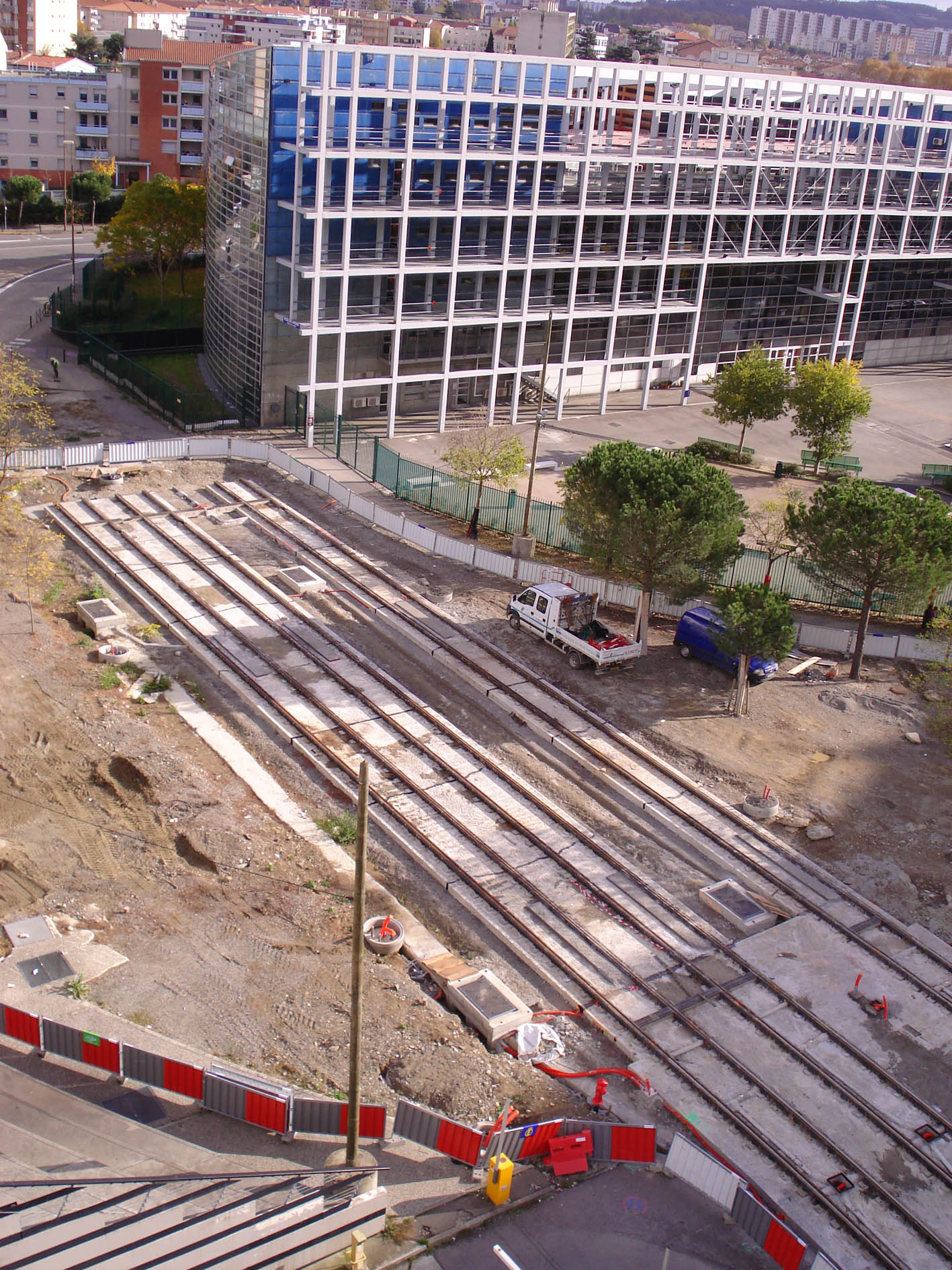
La station Arènes, terminus sud, en travaux en 2008.

Les premières études portant sur une ligne de tramway reliant Blagnac à Toulouse ont été menées en 1999 et 2000.
Le 10 février 2003, le Syndicat Mixte des Transports en Commun (SMTC) présente le tracé envisagé (hors territoire de Toulouse), sans préciser s'il s'agira d'un tramway ou bien d'un bus guidé.
En octobre 2003, le mode de transport n'est pas encore décidé.
En juin 2004, le tracé sur le territoire de la ville de Toulouse est fixé et le terminus annoncé : la gare des Arènes. Le mode de transport (bus guidé ou tramway) n'est toujours pas décidé.
Un an après, le 27 juin 2005, le SMTC annonce son choix de mode de transport : ce sera le tramway,. La date annoncée de mise en service est à l'horizon 2009, le montant des travaux estimé à 200 M€ et le trafic attendu de 30 000 voyageurs par jour.
Le 20 mars 2006 est lancée, pour quatre semaines, l'enquête publique en vue de la déclaration d'utilité publique.
Le 18 avril 2006, Tisséo se prononce pour le modèle Citadis 302 d'Alstom. Un contrat prévoyant la fourniture de dix-huit rames, ainsi que la réalisation des études pour le design, est signé entre Tisséo-SMTC (Syndicat mixte des transports en commun) et Alstom.
En novembre 2006, la commission émet un avis favorable avec des réserves à lever et des recommandations. Le montant annoncé passe à 250 M€.
Après observation de ces réserves émises par la commission d'enquête publique, Tisséo-SMAT (Société du métro de l'agglomération toulousaine) commence finalement les travaux à l'été 2007.
Une première rame est construite en décembre 2008 à l'usine Alstom d'Aytré en Charente-Maritime. Une délégation toulousaine participe aux premiers essais et aux derniers ajustements. La livraison de la première rame à Toulouse a eu lieu en mai 2009.
À l'été 2010, les travaux de la ligne ont été terminés, permettant la marche à blanc.
L'inauguration, initialement prévue le 27 novembre 2010 a été annulée du fait d'un mouvement social et la mise en service commerciale a eu lieu le 11 décembre 2010 à 4 h 50 minutes,.

### Le prolongement (ligne G) vers le centre-ville de Toulouse

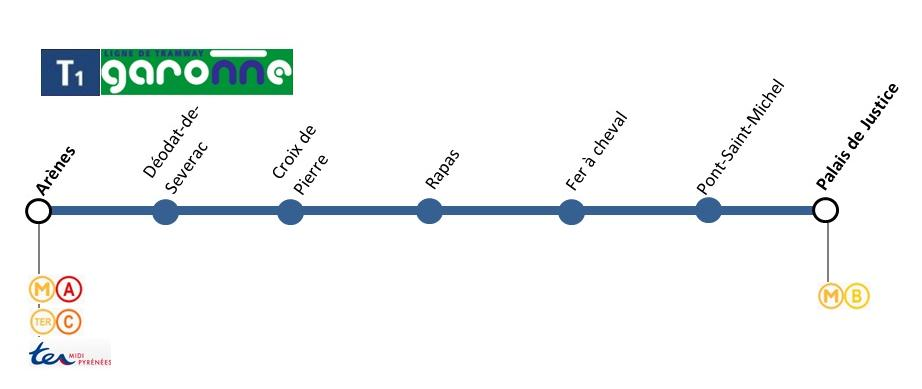
Parcours de la ligne Garonne

La ligne Garonne du tramway de Toulouse est le prolongement de la première ligne de tramway de l'agglomération toulousaine, la ligne T1 qui relie Beauzelle et Blagnac à Toulouse, à la station des Arènes. La ligne Garonne sera le prolongement de la ligne T1 de la station Arènes (en correspondance avec les lignes    ) à la station Palais-de-Justice (en correspondance avec la ligne  ).

#### Origine
En 2008, après le lancement des travaux de la ligne T1 commence la période électorale de l'année 2008. Le candidat du Parti Socialiste, Pierre Cohen promet des bus en site propre et de nouvelles lignes de tramway telles qu'une ligne en rocade, une ligne desservant l'aéroport, une ligne reliant L'Union à Tournefeuille, et une ligne traversant la Garonne (d'où le nom de ligne « G comme Garonne », bien que cela suive l'ordre des lignes déjà existantes) pour desservir le centre-ville et pouvant être prolongée d'ici 2020. Pierre Cohen est élu et obtient 52 sièges à la mairie. Moins d'un an plus tard, les études concernant la ligne G commencent, et son existence est annoncée le 14 mars 2009.

#### Synthèse
Dès 2009, alors que la ligne T1 est en construction, un prolongement de celle-ci est envisagée : c'est le projet de ligne Garonne, également connue sous le nom de ligne G. Après plusieurs débats et réunions publiques, le prolongement initialement prévu fin 2013, puis au deuxième trimestre 2014 doit être mis en essai en octobre 2013 et en service en décembre 2013. Elle prolongera la ligne T1 en reliant la station des Arènes à la station Palais-de-Justice en passant la Garonne sur le pont Saint-Michel. Ce sera ainsi le premier maillon d'un tramway traversant Toulouse. Effectivement, le tracé choisit permet une extension ultérieure vers le sud-est toulousain (Labège ou Saint-Orens-de-Gameville, via Rangueil et Montaudran). C'est le grand projet des transports en commun de Toulouse.

#### Deux tracés, trois débats

Le plan du projet initial de la ligne G et ses deux variantes.

Mais en mars 2009, Tisséo annonce que deux tracés sont possibles : l'un passant par le Palais-de-Justice, l'autre par le Stadium. C'est finalement le projet originel qui est choisi: la tramway sera donc en correspondance avec la ligne   à Palais-de-Justice. En effet, après de nombreuses études sur le sujet, il s'est avéré que dans d'autres villes françaises ou européennes, les stations de transport en commun près d'un stade ou un autre lieu très fréquenté ponctuellement étaient fermées pour des raisons de sécurité (capacité des rames et bousculades contre le matériel). Ce tracé permet également d'envisager un nouveau prolongement vers le Grand Rond, au Jardin des Plantes.

#### Un tramway problématique
Cette ligne pose des difficultés de financement vu l'état financier de Tisséo : construire ce tramway revient à repousser l'exploitation du métro avec des rames doubles.
De plus, le choix d'un tramway pour desservir cette zone de l’ultra-centre pose un problème lui aussi. Ainsi, selon l'association pour un autre tracé, ou APAT, ce tramway coûteux serait déficitaire, transporterait très peu d'utilisateurs et embouteillerait la rocade en empêchant les utilisateurs de passer par les grands boulevards. Une pétition a aussi été signée contre ce projet.
Finalement, en février 2012, les travaux démarrent non sans contestations.

#### L'ouverture du prolongement «Garonne» et les réserves

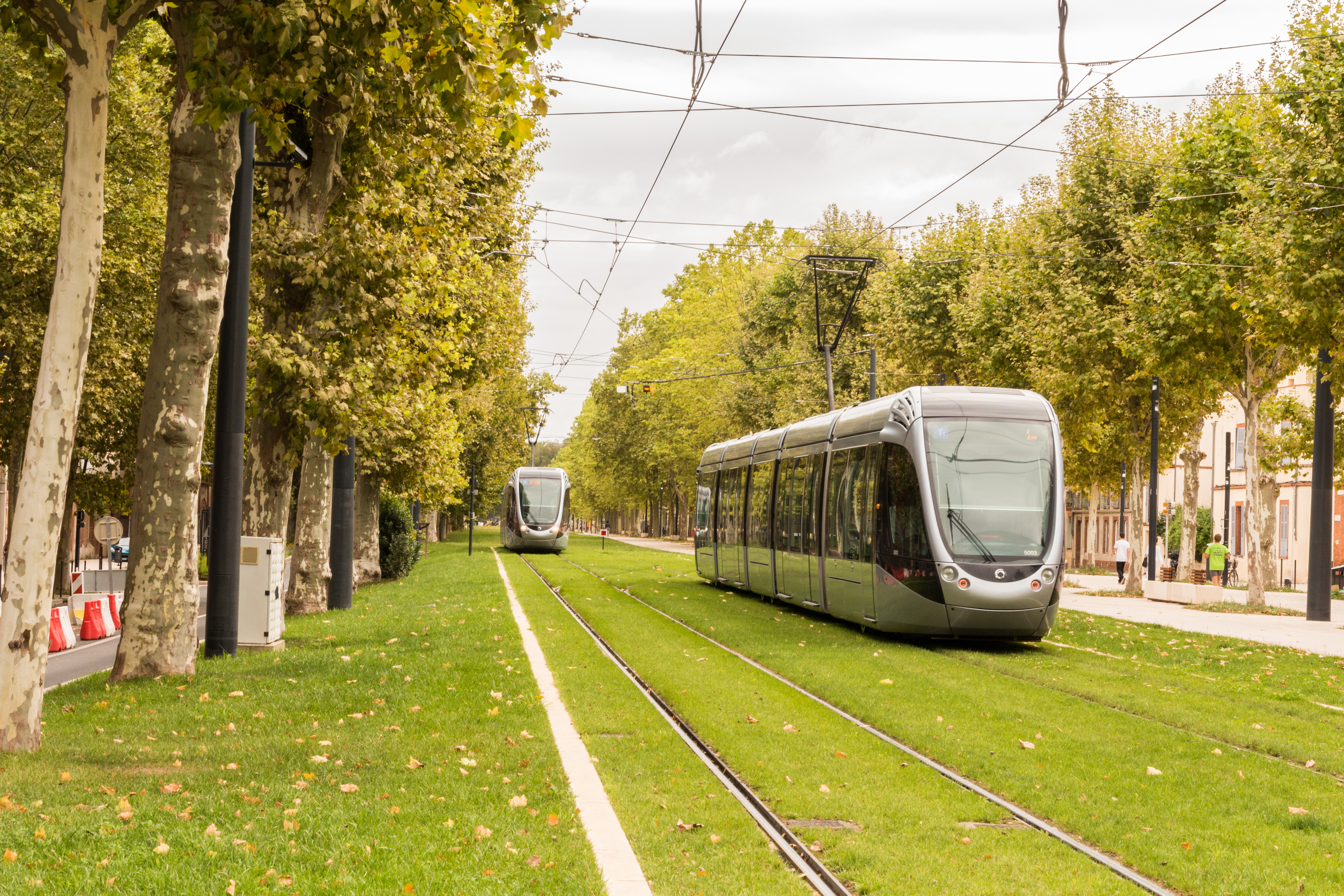
Deux tramways sur les allées Jules-Guesde.

Avant l'obtention de la déclaration d'utilité publique du projet « Garonne », plusieurs réserves sérieuses sont émises par le commissaire enquêteur. Celui-ci émet alors des doutes sur la fréquentation escomptée pour le tronçon du Palais-de-Justice au Grand Rond, déjà desservi par la station de métro des Carmes à proximité. Il s'inquiète quant au passage souterrain du boulevard Déodat-de-Séverac, notamment à cause du lycée technologique tout proche, et demande la création d'une voie piétonne. Enfin, le manque d'expérience lié à la gestion d'un tramway est pointé du doigt.
Après l'ouverture de la ligne T1, en décembre 2010, les résultats attendus ne sont pas atteints ; la ligne n'est utilisée que par 17 000 à 20 000 voyageurs par jour au lieu des 30 000 annoncés. De plus, les études complémentaires de la déclaration d'utilité publique estime une fréquentation ne dépassant pas les cinq à six passagers par rame entre la station Palais-de-Justice et le Grand-Rond (station Jardin des Plantes – Muséum). Ainsi, le conseil syndical du SMTC décide lors de sa séance du 28 mars 2011 de ramener dans un premier temps le terminus de la ligne à Palais-de-Justice, tout en aménageant comme prévu initialement les allées Jules-Guesde, quitte à effectuer le prolongement dans un second temps. De même, le tunnel du boulevard Déodat-de-Séverac est modifié et élargi de 2,5 m afin de laisser une voie piétonne et une voie cyclable.
Après l'inauguration de la ligne T1 initiale, en 2010, un délai de six mois a été donné avant l'examen final du projet « Garonne » et le lancement des travaux pour permettre la prise en compte du premier bilan d'exploitation de cette ligne, et de valider les chiffres donnés par les études, notamment concernant la fréquentation, les temps de parcours et l'impact sur la circulation automobile,.

### Extension vers le parc des expositions d'Aussonne

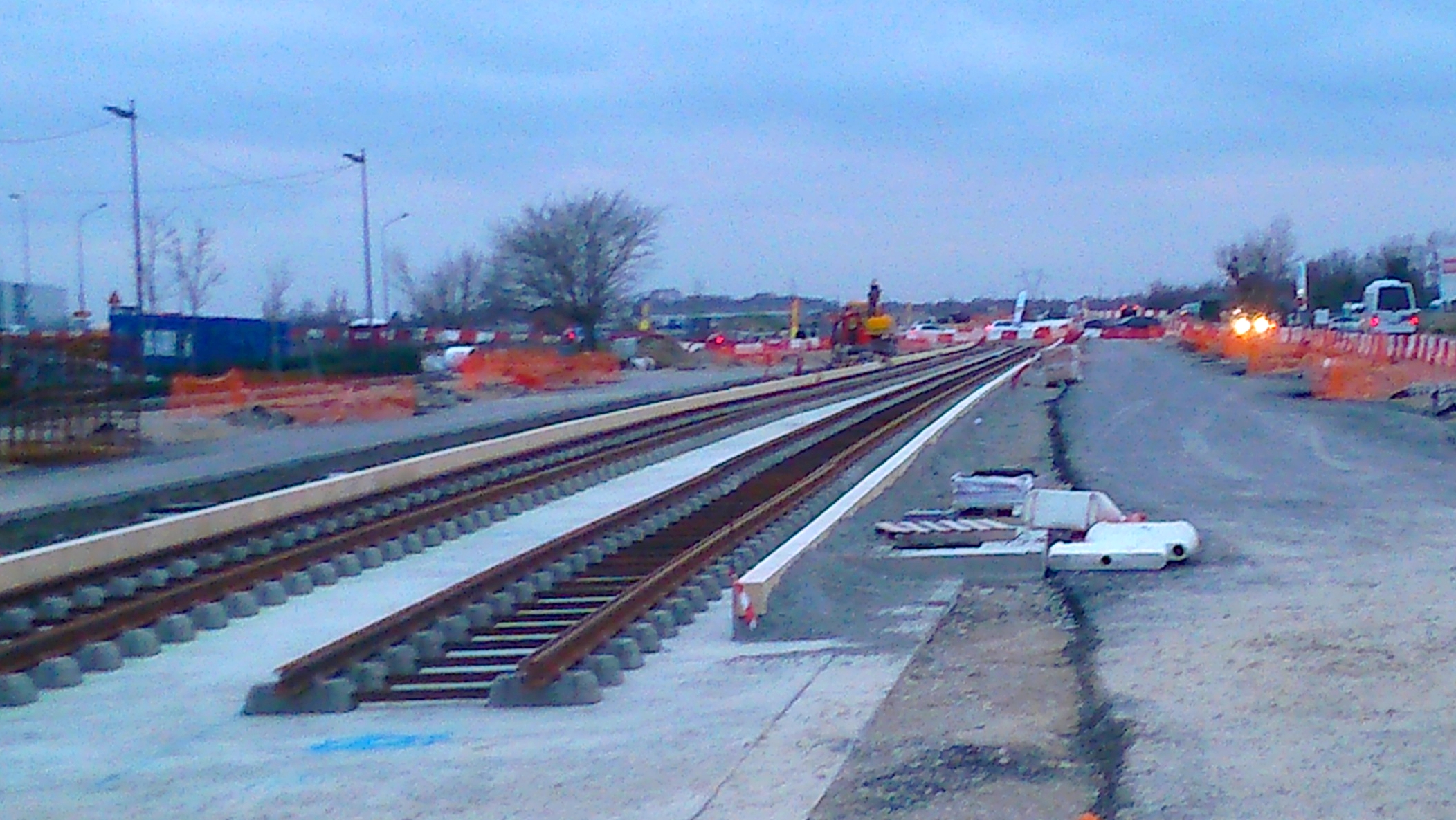
Le chantier du tram en janvier 2019.

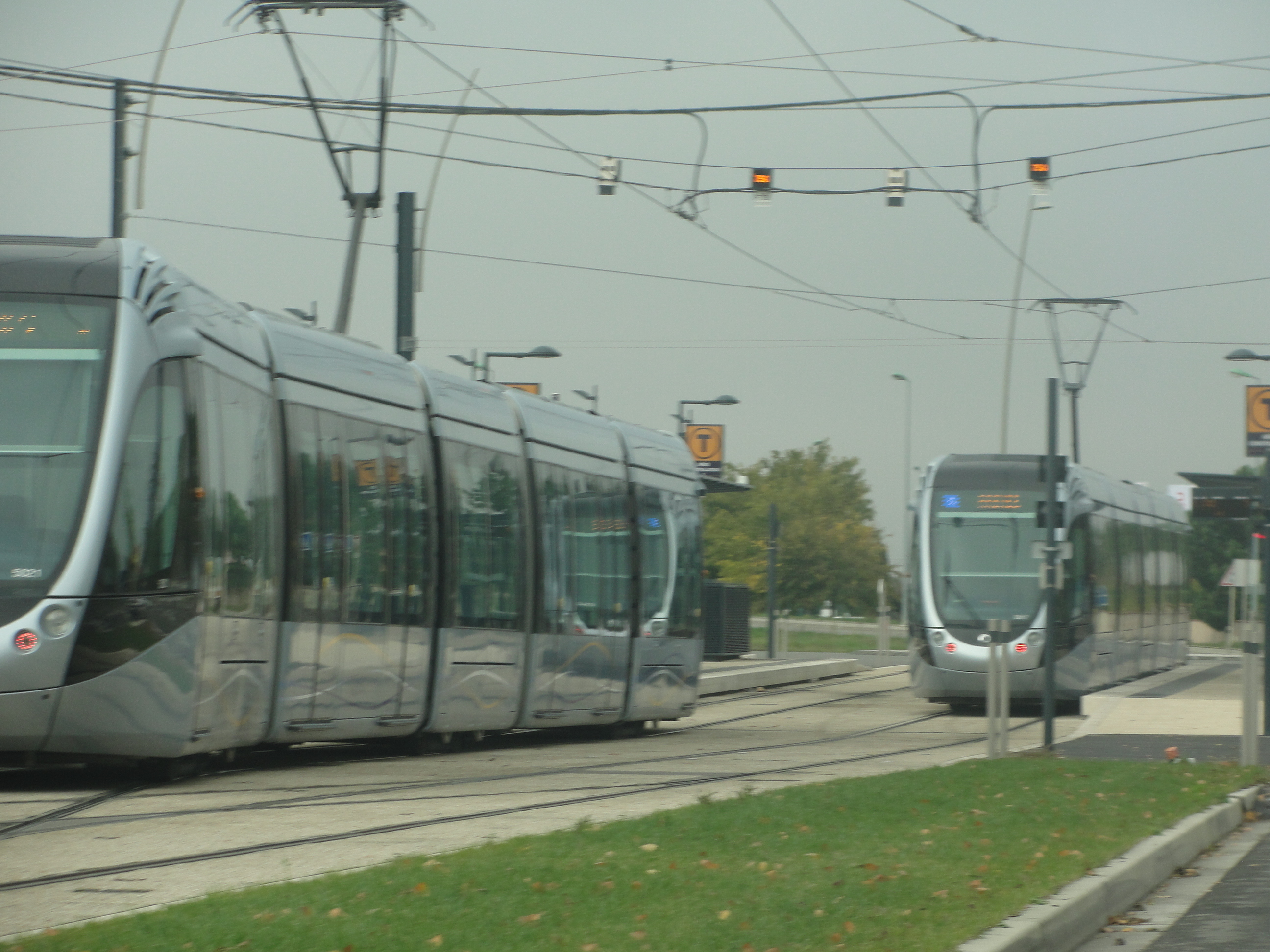
Le Terminus Nord "Aéroconstellation".

Le chantier de création d'un nouveau Parc des expositions de Toulouse Métropole, MEETT, sur la commune d'Aussonne, doit conduire à une desserte de celui-ci en août 2020. Le coût de l'extension est de 22 millions d'euros, financés par Tisséo Collectivités avec une participation de 1 million d'euros de l’État.
L'extension, envisagée dès le choix du site d'Aussonne pour l'implantation du nouveau Parc des Expositions, a été inscrite dans le PDU 2012 et a fait l'objet d'un contrat d'axe. Elle est actée dès 2015, avec une ouverture à l'occasion de l'ouverture du nouveau Parc des expositions, MEETT. La construction a commencé en 2017 avec l’acquisition puis la destruction de quatre maisons. Les travaux du tramway proprement dit ont été lancés en janvier 2018. Les premiers rails ont été posés fin 2018. Les travaux se sont achevés en octobre 2019. La mise en service a été effective le 31 août 2020.

## Tracé et stations

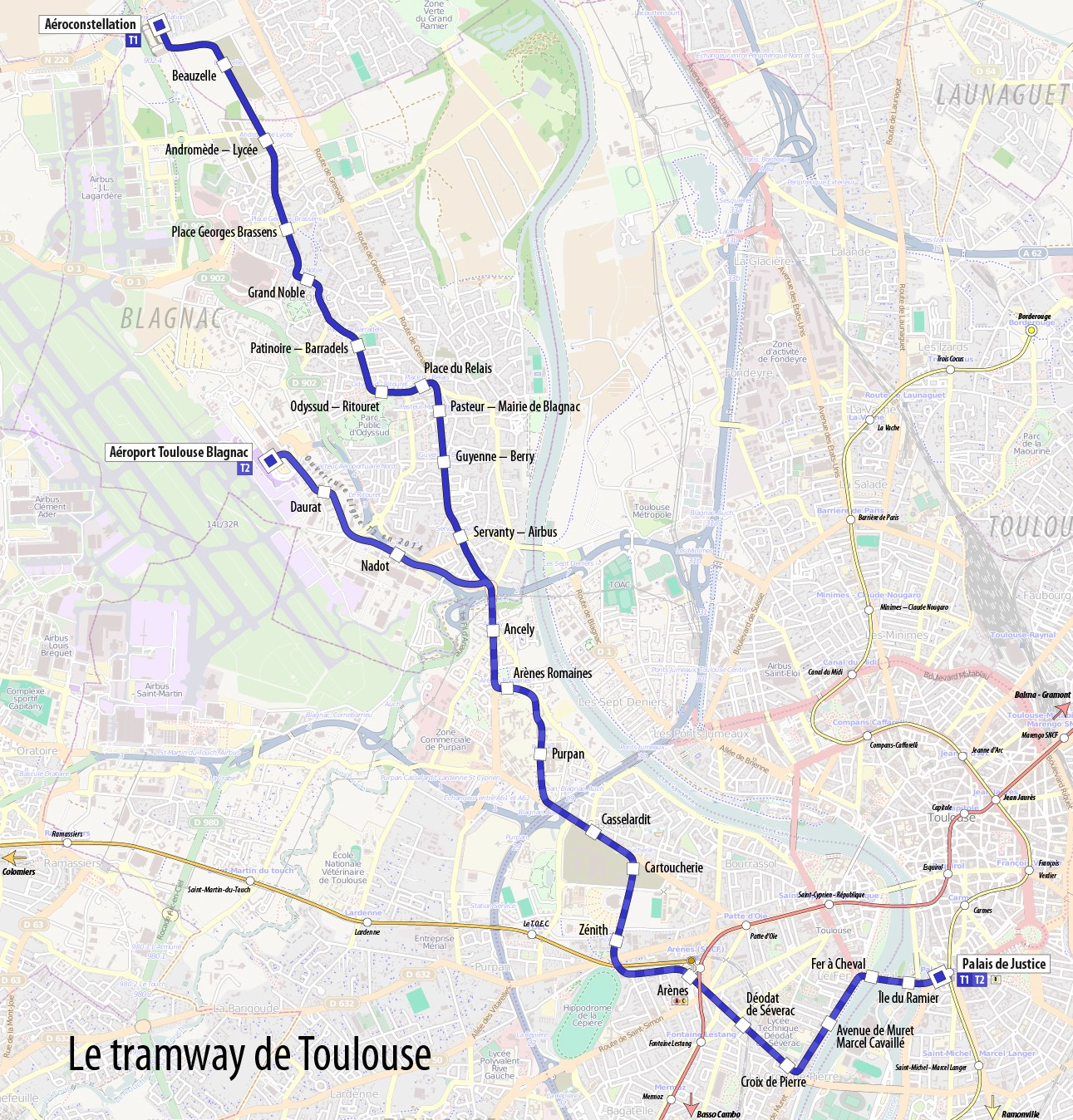
Ligne T1 complétée de la ligne Garonne et branche T2.

### Tracé

Tracé de la ligne T1 (de 2010 à 2013).

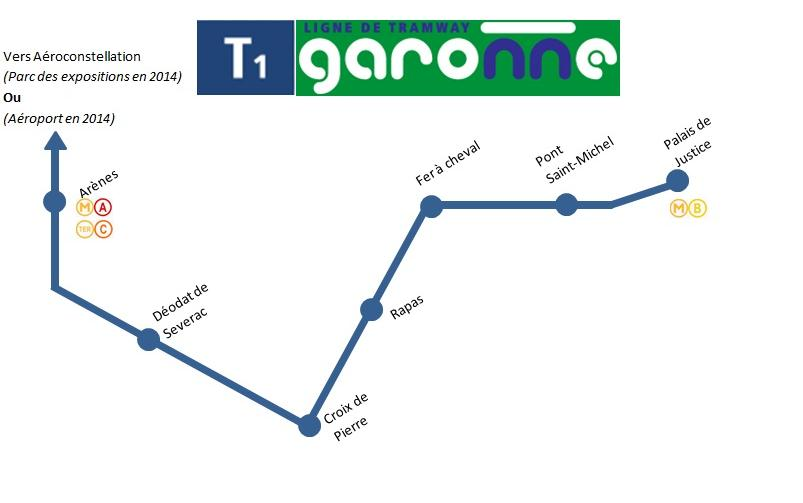
Tracé de la partie Garonne de la ligne

La ligne T1 s'étend sur 14,8 km et compte vingt-cinq stations, depuis Palais-de-Justice en passant par Arènes, jusqu'au MEETT, au nord-ouest de l'agglomération. Elle est connectée aux lignes     L4 66 à la station Palais-de-Justice, et aux lignes       L2L3 143467 à la station Arènes.
Un terminus de la ligne se trouve à la station Palais-de-Justice, pôle de correspondance avec le métro et le Quai des Savoirs, véritable quartier scientifique, pôle éducatif et pôle d'emploi où se trouvent également les locaux de la Faculté des sciences de Toulouse. La ligne traverse la Garonne sur le pont Saint-Michel où se situe la station Île-du-Ramier, permettant l'accès à l’île du Ramier avec ses animations (Rio Loco et Toulouse plage notamment). Elle jouxte le croisement (la place) dit du Fer-à-Cheval (entièrement modifiée pour l'occasion) où se trouve la station Fer-à-Cheval, puis emprunte l'avenue de Muret en site propre puis en site partagé où est implantée la station Avenue-de-Muret – Marcel-Cavaillé desservant habitations et commerces.
Au croisement giratoire Croix de Pierre, est implantée la station station éponyme pour desservir notamment le Stadium. Les voies parcourent ensuite dans le boulevard Déodat-de-Séverac où est implantée la station du même nom. Les voies empruntent ensuite un passage souterrain sous les voies de chemin de fer (SNCF Réseau) afin d'éviter d'éventuels accidents. Le tramway prend la direction de la place Émile Mâle, et dessert la station Arènes (en correspondances avec les trains TER à la gare Saint Cyprien/Arènes et de nombreuses lignes du réseau Tisséo, détaillées plus haut). À proximité immédiate de la station se trouve le lycée des Arènes construit à la place des anciennes arènes, d'où est tiré le nom de la station.
Le tramway longe ensuite les voies ferrées avant d'effectuer un virage serré au niveau de l'extrémité nord de l'hippodrome de la Cépière. Après être passé au-dessus des voies ferrées, le tramway dessert le quartier de la Cépière, où se situe le Zénith. La ligne rejoint ensuite l'avenue de Grande-Bretagne en contournant le secteur de la Cartoucherie (ZAC en construction). Après un passage sous le périphérique, les voies traversent le CHU de Purpan. La station Purpan est implantée au cœur de l’hôpital, au droit du bâtiment des urgences et de l'hôpital Paule de Viguier.
Le tramway gravit ensuite une côte importante avant de desservir les arènes romaines de Purpan-Ancely puis le quartier d'Ancely. Le tramway traverse ensuite l'A621 desservant l'aéroport au niveau du rond-point Jean-Maga (lui-même étant constitué de deux ponts au dessus de l'autoroute). C'est à ce niveau que s'effectue la bifurcation vers l'aéroport qu'emprunte la ligne  .
La ligne T1 dessert ensuite :
- la route de Grenade, traversant le centre ancien de Blagnac ;
- les quartiers du Ritouret et du Grand Noble, avec Odyssud, la patinoire municipale Jacques-Raynaud-de-Blagnac ;
- l'éco-quartier d'Andromède composée du lycée Saint-Exupéry, de l'IUT de Blagnac, de 3 900 logements sur 210 hectares, dont 25 hectares d'espaces verts qui bénéficie de l'attractivité d'Airbus, situé dans les communes de Blagnac, Cornebarrieu et Colomiers ;
- la ZAC Andromède près d'Aéroconstellation, où se situe les usines d'assemblages de l'Airbus A380, avec la proximité de l'Itinéraire à Grand Gabarit et de la ZAC Mermoz, où se situe les entrepôts d'Air France, juste à côté des pistes de l'Aéroport de Toulouse-Blagnac, formant le complexe aéronautique toulousain.
- Le Parc des expositions et Centre de conventions de Toulouse Métropole, MEETT.

Le long de son parcours, la ligne dessert de nombreux équipements :
- Plusieurs lycées et collèges ;
- L'École supérieure du professorat et de l'éducation ;
- Toutes les installations de l’Île du Ramier dont le Stadium, le Parc des Expositions ;
- La Prairie des Filtres où se déroulent des événements qui attirent un vaste public ;
- Le Muséum d’histoire naturelle, le Jardin des Plantes, différents théâtres et lieux culturels ;
- Le Palais de Justice[29].

En comparant cette première ligne de tramway aux lignes   , les deux principaux axes de transport en commun de Toulouse, elle s'en distingue en sortant réellement du territoire communal de Toulouse pour desservir la banlieue (Blagnac et Beauzelle) avec une qualité de service (vitesse, fréquence, amplitude horaire, etc.) certes moindre que celle d'un VAL, mais néanmoins importante.

### Liste des stations

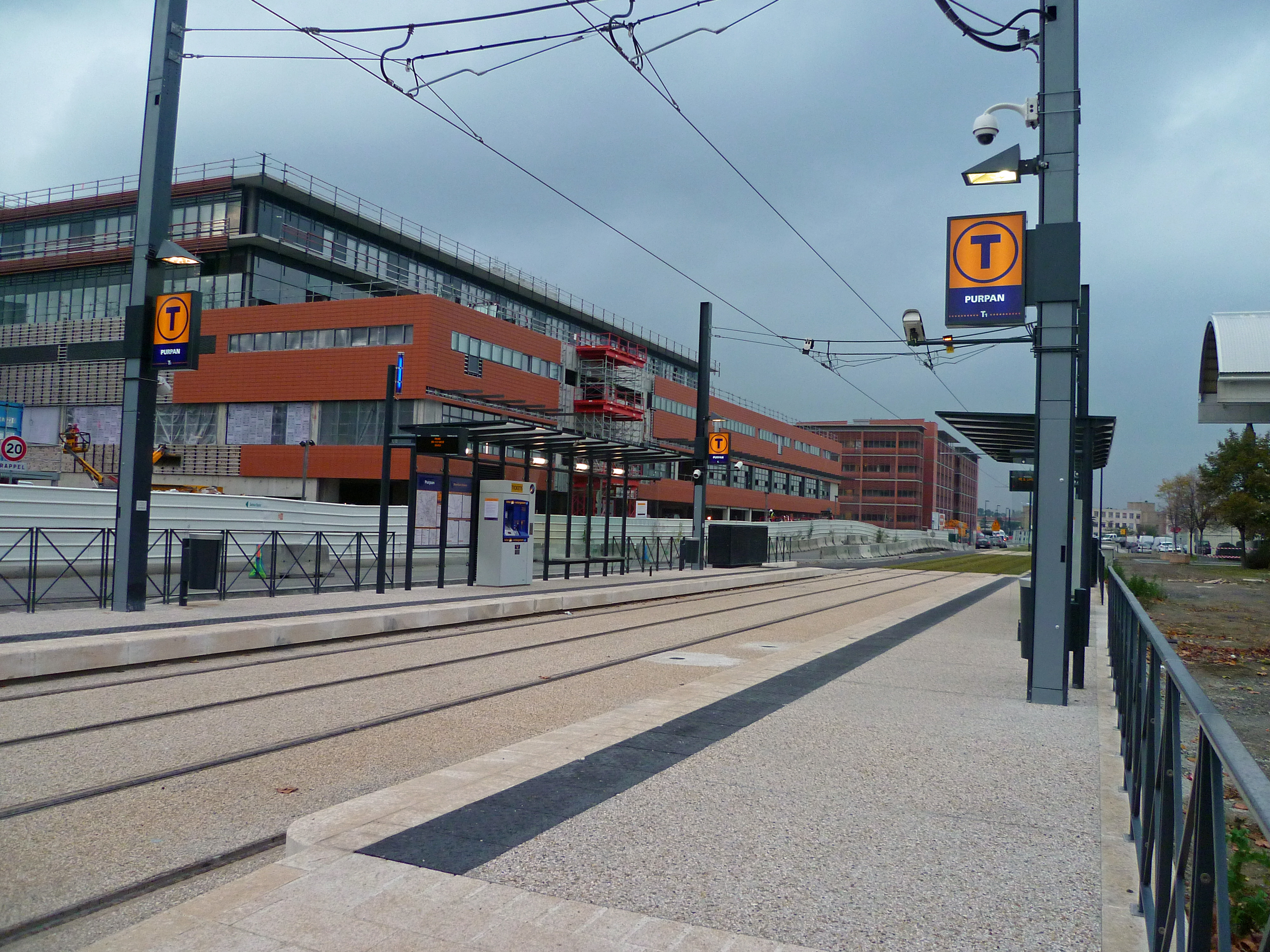
Station "Purpan" en 2010

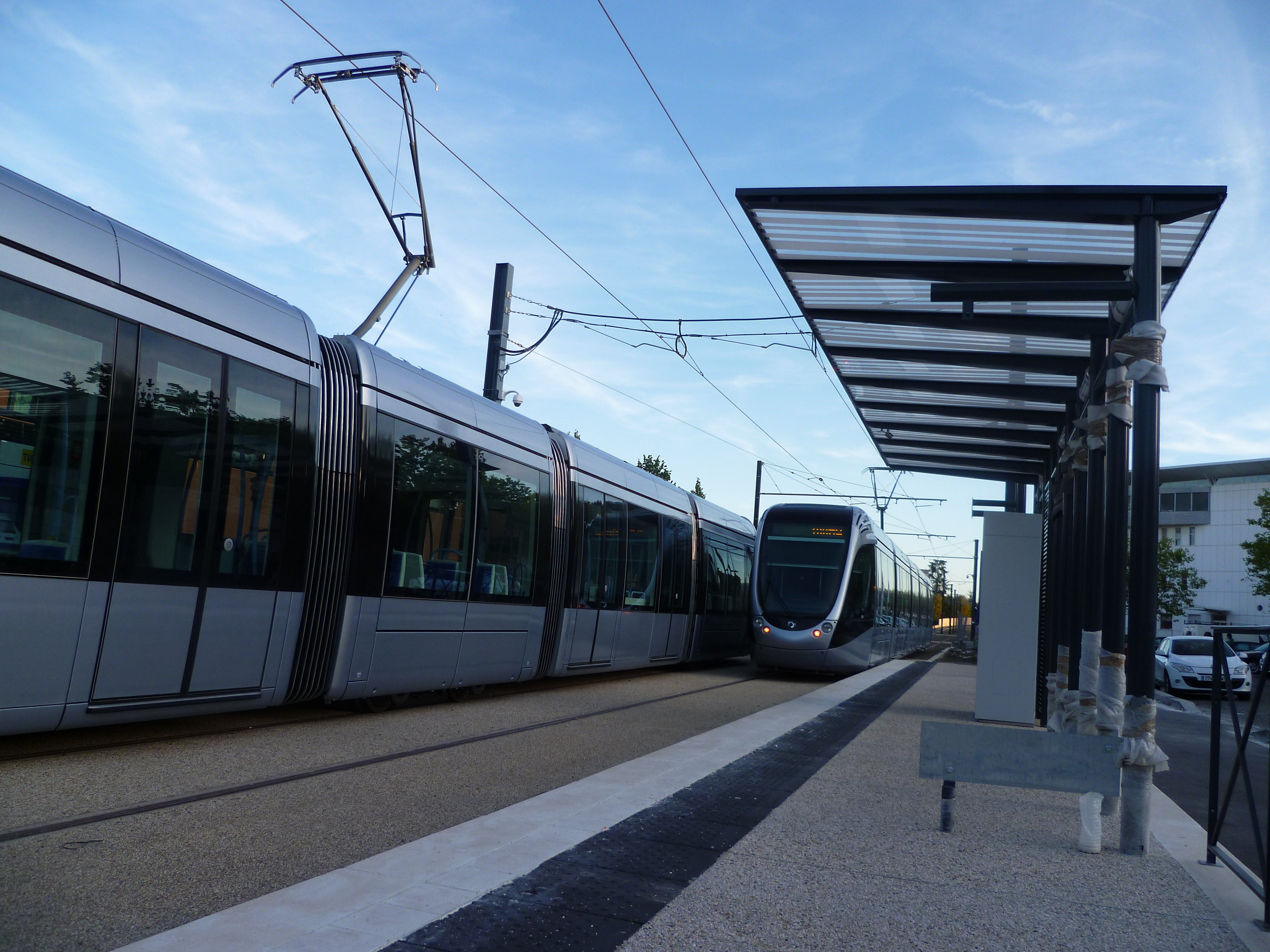
Essais à la station Purpan en septembre 2010

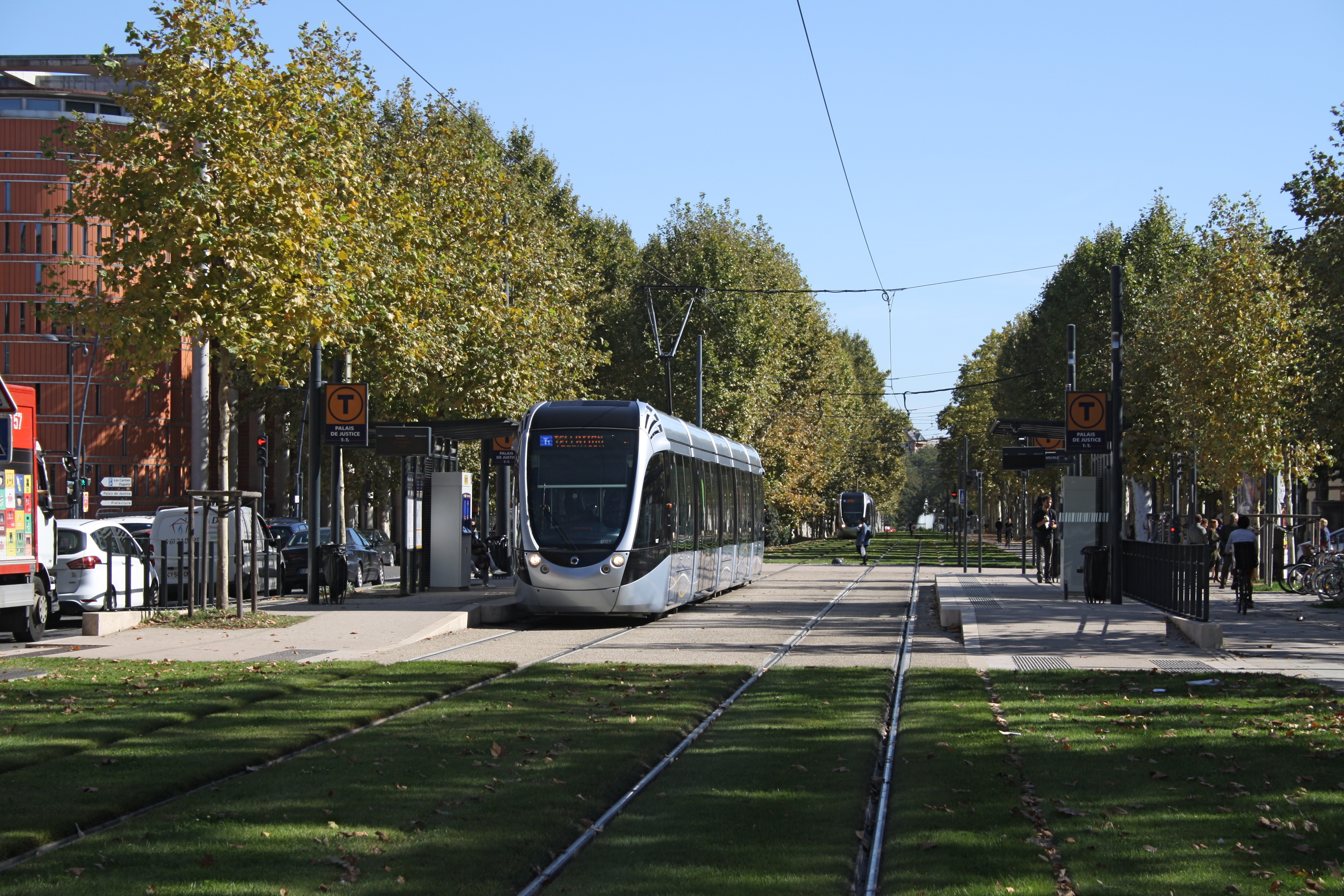
Tram au Palais-de-Justice

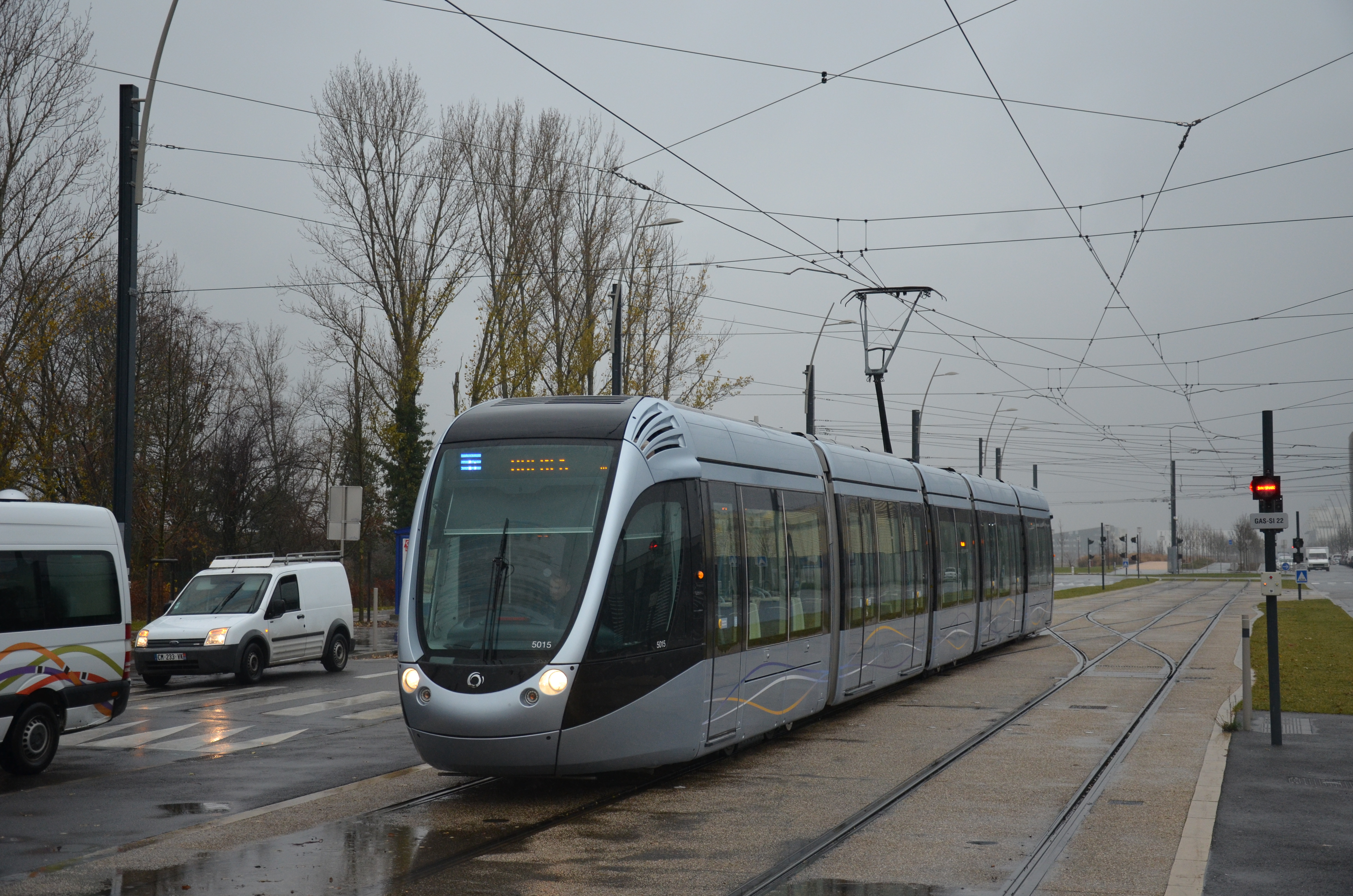
Tramway à l'approche dAéroconstellation.

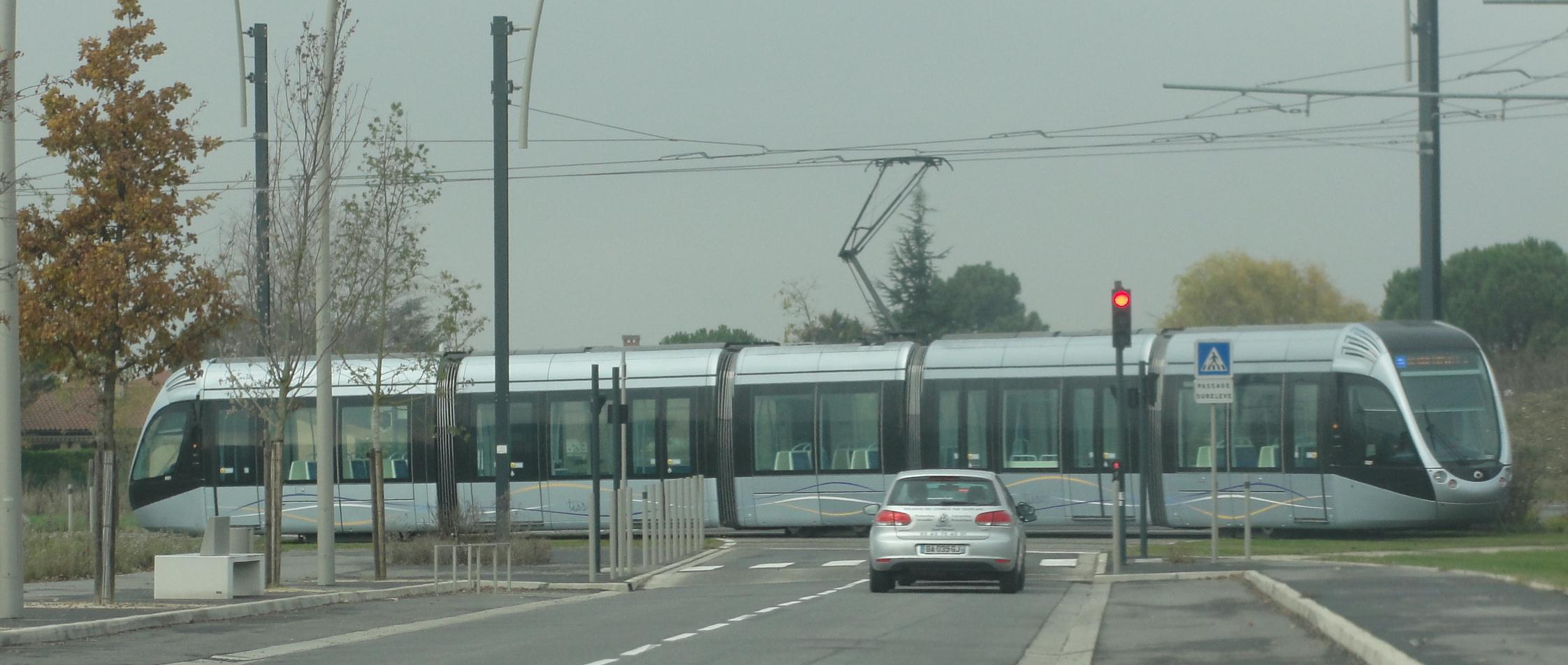
Le tramway T1, à la station "Beauzelle" en 2012.

|  |   |  | Station                         | Coordonnées                 | Commune   | Correspondances Tisséo                      | Réseau LiO / TER               |  |
|  | - |  | ------------------------------- | --------------------------- | --------- | ------------------------------------------- | ------------------------------ |  |
|  | ■ |  | MEETT                           | 43° 40′ 04″ N, 1° 21′ 36″ E | Beauzelle | 30                                          |                                |  |
|  | • |  | Aéroconstellation               | 43° 39′ 48″ N, 1° 21′ 45″ E | Beauzelle | 307071130 120                               | 388                            |  |
|  | • |  | Beauzelle Aeroscopia            | 43° 39′ 37″ N, 1° 22′ 10″ E | Beauzelle |                                             |                                |  |
|  | • |  | Andromède Lycée                 | 43° 39′ 17″ N, 1° 22′ 25″ E | Blagnac   | 177071130                                   | 362369373                      |  |
|  | • |  | Place Georges Brassens          | 43° 38′ 55″ N, 1° 22′ 32″ E | Blagnac   | 70                                          |                                |  |
|  | • |  | Grand Noble                     | 43° 38′ 41″ N, 1° 22′ 39″ E | Blagnac   |                                             |                                |  |
|  | • |  | Patinoire Barradels             | 43° 38′ 26″ N, 1° 22′ 57″ E | Blagnac   |                                             |                                |  |
|  | • |  | Odyssud Ritouret                | 43° 38′ 10″ N, 1° 23′ 07″ E | Blagnac   | 30                                          |                                |  |
|  | • |  | Place du Relais                 | 43° 38′ 12″ N, 1° 23′ 24″ E | Blagnac   | 70                                          |                                |  |
|  | • |  | Pasteur Mairie de Blagnac       | 43° 38′ 04″ N, 1° 23′ 29″ E | Blagnac   | 31                                          |                                |  |
|  | • |  | Guyenne Berry                   | 43° 37′ 51″ N, 1° 23′ 30″ E | Blagnac   | 31                                          |                                |  |
|  | • |  | Servanty Airbus                 | 43° 37′ 32″ N, 1° 23′ 37″ E | Blagnac   |                                             |                                |  |
|  | • |  | Ancely                          | 43° 37′ 06″ N, 1° 23′ 49″ E | Toulouse  | 4666                                        |                                |  |
|  | • |  | Arènes Romaines                 | 43° 36′ 51″ N, 1° 23′ 54″ E | Toulouse  | 4666                                        |                                |  |
|  | • |  | Purpan                          | 43° 36′ 33″ N, 1° 24′ 07″ E | Toulouse  |                                             |                                |  |
|  | • |  | Cartoucherie                    | 43° 36′ 11″ N, 1° 24′ 28″ E | Toulouse  | 45                                          |                                |  |
|  | • |  | Zénith                          | 43° 36′ 03″ N, 1° 24′ 41″ E | Toulouse  | 45                                          |                                |  |
|  | • |  | Hippodrome                      | 43° 35′ 41″ N, 1° 24′ 34″ E | Toulouse  | L2L3 67                                     |                                |  |
|  | • |  | Arènes                          | 43° 35′ 34″ N, 1° 25′ 05″ E | Toulouse  | Ligne Arènes - Colomiers L2L3 143467Stadium | 305350362 21 (Toulouse - Auch) |  |
|  | • |  | Déodat-de-Séverac               | 43° 35′ 23″ N, 1° 25′ 18″ E | Toulouse  | 1334                                        |                                |  |
|  | • |  | Croix-de-Pierre                 | 43° 35′ 08″ N, 1° 25′ 40″ E | Toulouse  | L4L5 34152                                  |                                |  |
|  | • |  | Avenue-de-Muret Marcel-Cavaillé | 43° 35′ 21″ N, 1° 25′ 54″ E | Toulouse  |                                             |                                |  |
|  | • |  | Fer-à-Cheval                    | 43° 35′ 34″ N, 1° 26′ 07″ E | Toulouse  | 131466                                      |                                |  |
|  | • |  | Île du Ramier                   | 43° 35′ 32″ N, 1° 26′ 28″ E | Toulouse  | 66                                          |                                |  |
|  | ■ |  | Palais-de-Justice               | 43° 35′ 32″ N, 1° 26′ 41″ E | Toulouse  | L4 4466                                     |                                |  |

Les terminus et les principaux pôles d'échanges sont indiqués en gras

### Correspondances avec le réseau structurant
- Avec les lignes   L4 à la station Palais-de-Justice.
- Avec les lignes L4L5 à la station Croix de Pierre.
- Avec les lignes     L2L3 à la station Arènes.
- Avec les lignes L2L3 à la station Hippodrome.
- Avec la ligne L2 à la station Cartoucherie.

### Aménagement des stations
Toutes les stations sont équipées de tableaux digitaux, permettant d'informer les voyageurs des prochains passages, ainsi que d'éventuelles perturbations de la ligne. Des guichets automatiques sont présents à chaque stations, afin de permettre l'achat des titres de transports et le rechargement des cartes pastel. Toutes les stations sont accessibles aux personnes à mobilité réduite.

## Exploitation de la ligne

### Desserte
La ligne T1 circule tous les jours de 4 h 50 à 1 h (derniers départs des terminus à 0 h 20), et jusqu'à 2h les vendredis et samedis (derniers départs des terminus à 1 h 20). Il est prévu un passage toutes les 7 à 8 minutes en heures de pointe. En heures creuses, la fréquence est variable, de 10 à 15 minutes le samedi à 20 minutes le dimanche et 20 minutes en fin de soirée.
La quasi-totalité des services font le trajet MEETT vers Palais-de-Justice, sauf un chaque jour, qui part d’Arènes pour remonter vers le MEETT sans desservir la partie « Garonne » et 3 qui partent d'aéroconstellation qui descendent jusqu'au Palais-de-Justice sauf un qui ne dessert pas la partie Garonne.
La desserte du parc des expositions et de sa zone d'activité est prévue toute l'année. Jusqu’en 2019, il était envisagé de limiter la desserte aux seuls jours de congrès, du fait de la faible fréquentation attendue du nouveau tronçon.
La fréquence des rames (T1 et T2 simultanément) sur le tronc commun est limitée par les contraintes du croisement avec le trafic automobile à une rame toutes les 4 minutes 30 au maximum, soit 13 rames par heure. Cette contrainte, ainsi que l’exploitation en branche, limite la possibilité d’augmenter la fréquence des rames vers Blagnac. Le projet Toulouse Aerospace Express prévoit le débranchement de l’antenne en direction de l’aéroport, et en conséquence le report du trafic en direction du MEETT dès le début des travaux, prévu en 2023. Toutefois, en raison de contraintes liées à la disponibilité du matériel, le trafic ne peut être augmenté jusqu’à 13 rames par heure sur l’ensemble de la ligne avant la livraison de nouvelles rames escomptée pour 2025 au plus tôt. En conséquence, le 16 décembre 2020[réf. nécessaire], le SMTC le SMTC décide de la construction de voies supplémentaires à la station Odyssud - Ritouret dans le but d’exploiter cette station comme un terminus partiel à compter de 2023, permettant d’augmenter la fréquence à 13 rames par heure sur le tronçon Palais-de-Justice - Odyssud uniquement.

### Parc relais
Deux parcs relais sont à la disposition des usagers dans les communes de Beauzelle (Aéroconstellation) et de Toulouse (Arènes).
- Le parc relais de Arènes, avec 600 places
- Et le parc relais de Aéroconstellation, avec 300 places[34].

### Matériel roulant

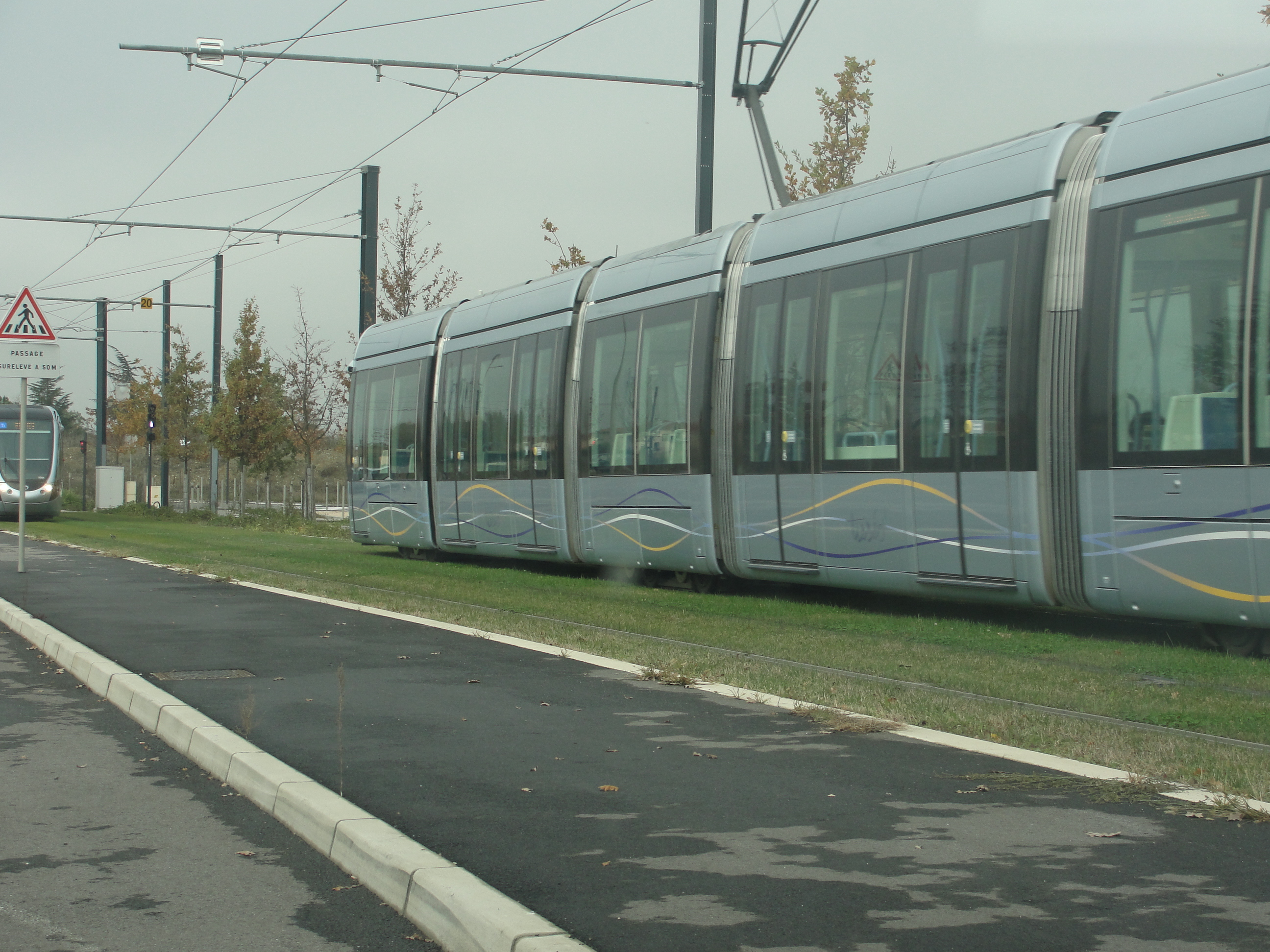
Le Citadis 302 sur la ligne T1.

Vingt-huit rames du Citadis 302 d'Alstom, au nez dessiné par Airbus, équipent la ligne. Elles circulent entre 20 km/h et 22 km/h en moyenne, avec des pointes à 50 km/h. Chaque rame mesure 32 m de long, 2,4 m de largeur, 39 tonnes à vide et peut accueillir environ deux cent huit personnes, avec plus de 30 % de places assises. Grâce au plancher bas intégral, l'ensemble de la rame est accessible aux personnes à mobilité réduite.

### Dépôt
Le dépôt est situé à Beauzelle, et est accessible entre les stations Aéroconstellation et Beauzelle Aéroscopia.

### Tarification et financement
Sur cette ligne comme sur toutes les autres lignes de métro, bus ou tram de l'agglomération, il existe des billets magnétiques : aller simple, aller-retour, 10 déplacement, illimités journée, illimités deux journées, Tribu (2 à 12 personnes, avec 12 déplacement sur le billet) et le ticket soirée.
Il existe aussi la Carte Pastel, une carte sans contact, avec laquelle des tarifs spécifiques sont appliqués, par exemple pour les étudiants ou les personnes âgées, avec une réduction, ce qui n'est pas possible sur un ticket magnétique. La Carte Pastel est une carte multi-services puisqu'elle est valable dans plusieurs réseaux : TER, Arc-en-ciel et TarnBus. Bien évidemment, les tarifs pratiqués dans les différents réseaux sont différents.
Le financement du fonctionnement de la ligne (entretien, matériel et charges de personnel) est assuré par Tisséo, l'autorité organisatrice des transports en commun de Toulouse.

### Trafic
La fréquentation prévue de la ligne est de 30 000 passagers par jour,. En 2012, la fréquentation a augmenté de 15 % par rapport à 2011, avec une moyenne de 21 000 voyageurs par jour de semaine lors du dernier trimestre. Le meilleur jour connu est le 9 octobre 2013 avec 24 640 passagers. Après deux années de fonctionnement, le résultat est donc inférieur de 30 % à l'objectif.
Avec l'ouverture du prolongement de la ligne en décembre 2013, Tisséo table sur une fréquentation de 24 000 voyageurs par jour pour cette seule portion, qui dessert 34 000 habitants et 16 000 emplois. Selon ces chiffres, la fréquentation de la ligne T1 devrait donc doubler. (En comparaison, pour la ligne 2 du tramway de Montpellier le trafic prévu de 55 000 voyageurs a été atteint en deux ans.)
Au premier mois de 2014, le trafic a augmenté de 44 % par rapport à l'année précédente, à la suite de l'extension Garonne de la ligne T1. Le nombre de validations a ainsi atteint 670 000 en janvier 2014, contre 463 000 un an plus tôt. Le 10 octobre 2014, la ligne bat à nouveau son record avec 39 366 validations. En 2016, la ligne enregistre environ 30 800 voyages par jour.
La branche Zénith-Palais-de-Justice représente en 2016 près de 60 % du trafic. Les deux stations les plus fréquentées sont celles en correspondance avec le métro : plus de 2 500 000 validations pour Arènes et Zénith, soit 24 % des validations (pour le tronc commun des lignes T1 et T2), et près de 1 200 000 pour la station Palais-de-Justice, soit 11 % des validations.
À l'inverse, les stations les moins fréquentées sont situées au nord de la ligne : ce sont Beauzelle-Aéroscopia (environ 60 000 validations), Guyenne Berry (environ 115 000 validations) et Place du Relais (près de 130 000 validations en 2016). Elles représentent chacune seulement 1 % des validations.

### Infrastructure

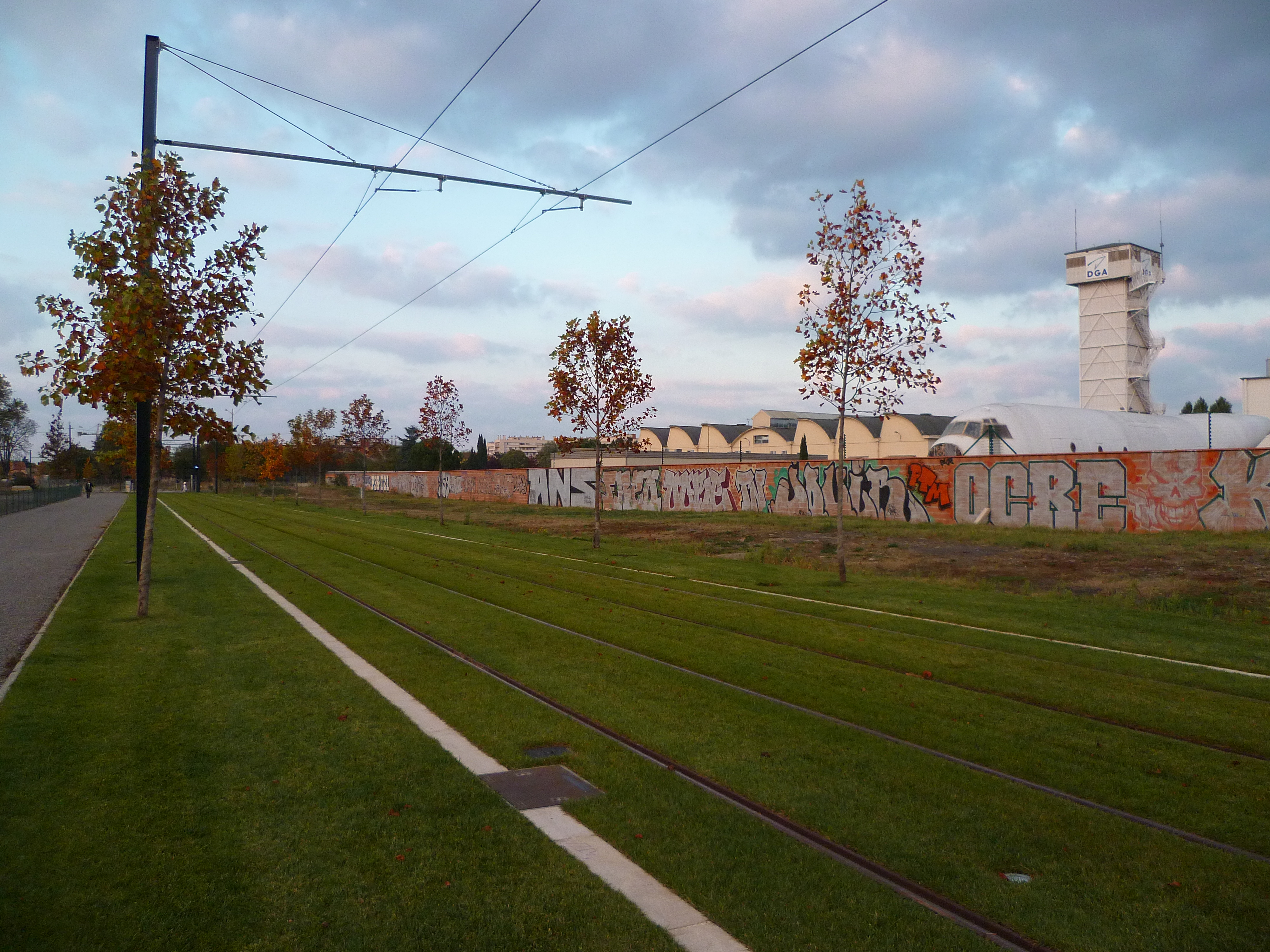
Le tram en site propre, comme ici, à la Cartoucherie : la pelouse matérialise les voies de circulation propres au tramway.

Le tramway, alimenté par une ligne aérienne de contact, circule sur une voie ferrée.
Les voies sont « végétalisées » sur la majeure partie du tracé.
Le tram roule :
- en site propre en surface sur la majorité du tracé ;
- en site partagé sur le second tronçon de l'avenue de Muret, dont la chaussée se rétrécit et sur la portion entre les stations Guyenne Berry et Servanty Airbus dans la ville de Blagnac ;
- en souterrain sur une partie du boulevard Déodat-de-Séverac avec une trémie passant sous la voie SNCF.

Dans la lignée des œuvres d'art du métro, la ligne s'inscrit dans une démarche artistique : le tracé de la ligne est ponctué de sept créations, des sculptures : la Jambe de cheval de Daniel Coulet au carrefour du Relais, L'ADN du chien et du moustique de Richard Fauguet pour le rond-point Jean-Maga, Le Locataire de Gloria Friedmann aux Arènes Romaines, le Mirador de Stéphane Pencréac'h sur le giratoire de l'avenue de Lombez, les Rubans de la Mémoires de Jean-Pierre Rives sur la place Emile Mâle, le Clou de Yazed Oulab à la Croix-de-Pierre, la Chouette de Laurent Le Deunff au Fer à Cheval, et le Cyclope de Thomas Houseago sur les Allées Jules Guesde. Une œuvre globale, formant la « plus grande œuvre lumineuse d'Europe », a également été retenue pour l'ensemble du parcours de la ligne initiale T1 : les Lueurs d'E, d'Hervé Audibert.

## Projets de développement

### Nouvelle station Blagnac
En 2028, dans le cadre du projet de Ligne C du métro de Toulouse, une nouvelle station Blagnac sera créée afin d'assurer la correspondance avec la troisième ligne de métro et l'Aéroport Express. Elle se situera entre les stations actuelles Ancely et Servanty Airbus, et devrait être l'une des plus fréquentées au vu de sa correspondance avec le métro.

## Impact socio-économique
La ligne T1 a rapidement montré ses faiblesses, avec une fréquentation et une vitesse bien inférieures aux prévisions. Même en 2017, le tramway était encore critiqué pour sa lenteur mais on peut supposer que cette sensation est accentuée par la comparaison avec le métro, deux fois plus rapide.